# 1493年
| 千纪： | 2千纪 |
| 世纪： | 14世纪 \| 15世纪 \| 16世纪                                                                                 |
| 年代： | 1460年代 \| 1470年代 \| 1480年代 \| 1490年代 \| 1500年代 \| 1510年代 \| 1520年代                           |
| 年份： | 1488年 \| 1489年 \| 1490年 \| 1491年 \| 1492年 \| 1493年 \| 1494年 \| 1495年 \| 1496年 \| 1497年 \| 1498年 |
| 纪年： | 癸丑年（牛年）；明弘治六年；越南洪德二十四年；日本明應二年                                                 |

## 大事记
- 明應之變，日野富子與細川政元合作，廢除足利義材的將軍之位，改立堀越公方足利政知之子足利義澄當第十一代征夷大將軍，室町幕府的威信完全喪失，本事件被視為戰國時代的起始期。
- 駿河國今川氏客將伊勢盛時（北條早雲）趁關東戰亂，奪取伊豆國領地，堀越公方家就此消滅。
- 哥伦布在伊斯帕尼奥拉岛建立了欧洲人在美洲的第一个殖民地。
- 1月4日——克里斯托弗·哥伦布離開新世界，結束他的第一次航行。
- 3月15日——哥伦布回到了当初出发的帕洛斯港。
- 8月19日——神圣罗马帝国皇帝馬克西米利安一世繼承其父腓特烈三世，成為奥地利大公。
- 9月25日——哥伦布從加的斯展開第二次遠航。
- 11月3日——哥伦布第二次远航到达多米尼加，因为这一天是星期日，哥伦布便把该岛命名为“多米尼加”（西班牙语意为“星期日”）。
- 教宗亚历山大六世为葡萄牙和西班牙划定了殖民扩张分界线。西葡两国于1494年签署了《托德西利亚斯条约》。
- 桑海帝國將軍阿斯基亞·穆罕默德一世贏得內戰成為皇帝。
- 阿瓦盧卡米尼亞（英语：Álvaro Caminha）開始在聖多美和普林西比群島建立聚居地。
- 瓦伊納·卡帕克繼任南起阿根廷，北至基多的印加帝國薩帕·印卡。

## 出生
- 帕拉塞爾蘇斯

## 逝世
- 8月19日——腓特烈三世，哈布斯堡王朝的罗马人民的国王、神圣罗马帝国皇帝、德意志的施蒂里亚公爵和奥地利大公。
- 圖帕克·印卡·尤潘基，印加帝國薩帕·印卡。